# Newington (Londres)
Newington es un barrio situado en el condado de Gran Londres, Inglaterra, y forma parte del municipio de Southwark de Londres. Antaño fue distrito y emplazamiento en la inicial administración del condado de Surrey. Perteneciente al área metropolitana de Londres, en él se ubicó la Audiencia Condal de Gran Londres a partir de 1917. Hoy día, el edificio es el Juzgado de lo Penal Interno de Londres.

## Historia

### Etimología del topónimo
Newington significa "new farmstead" en español "nueva alquería", o la parte nueva del feudo de Walworth. Este último significado fue agregado debido a su posición en la carretera principal que lleva a la costa sur (Calle Stane). La primera mención que hace referencia a Newington (o Neweton) está recogida en el Testa de Nevill (sondeo sobre títulos feudales oficialmente conocido como "The book of Fees" en español "el Libro de las posesiones feudales" compilado durante el periodo 1198 - 1242) durante el reinado de Enrique III, en el cual se declara que las reinas del orfebre tienen del rey un acre de tierra en Neweton por el servicio de ofrecer un galón de miel. En 1313 es mencionado de nuevo en el Registro del Arzobispo de Canterbury como Newington juxta Londres. El nombre sobrevive hoy día dentro de los nombres de las calles de Newington Causeway y Newington Butts y en el parque de Newington Gardens, antiguamente, toda la zona era una prisión llamada Horsemonger Lane Gaol que fue construida entre 1791 y 1799, y posteriormente demolida en 1881. Newington Ward es uno de los tres distritos electorales en Walworth que cubre la zona oeste de Walworth carretera arriba hasta la frontera con Lambeth.

### Urbanismo
Newington cobró relevancia sobre el 1200 con el levantamiento del Palacio de Lambeth en la zona, lo cual incrementó el tráfico local. La zona permaneció como una aldea rural con un bajo nivel demográfico hasta la segunda mitad del siglo XVIII. La actividad industrial fue baja, a destacar, la manufactura de pipas hechas de arcilla para fumar tabaco. En los tiempos de William Shakespeare, había un teatro llamado Newington Butts y más tarde se construyeron algunos más. Las nuevas carreteras trajeron nuevas oportunidades. El terrateniente local y parlamentario para Winchester, Henry Penton, comenzó a vender algunas partes de su feudo. En el siglo XIX trajo en mayor medida la construcción de viviendas y por tanto, el negocio inmobiliario tomó buena importancia así como el abastecimiento de índole filantrópica entraba en la zona.  La Trinity House Estate, en la década de los 20 correspondiente a 1820, trazó la construcción de una iglesia de arquitectura clásica diseñada por Francis Octavius Bedfore y que todavía se encuentra en buen estado.

### Gobierno local
El distrito de Santa María de Newington formó parte del Centenar de Brixton de Surrey y este contenía a todo el señorío de Walworth. En 1855, llegó al área de responsabilidad de la Junta Metropolitana de Obras y la junta parroquial fue incorparada como una autoridad local. En 1889 llegó a formar parte del condado de Gran Londres. Se produjo una reorganización del gobierno local en 1900 y el distrito llegó a formar parte del Municipio Metropolitano de Southwark y las juntas parroquiales fueron abolidas. En 1930 la parroquia civil es finalmente abolida. El distrito tenía una extensión terrenal de 633 acres (2.56 km²) y el nivel demográfico alcanzó su punto máximo en 1901 con 121.863 habitantes.

## Personajes famosos
El científico Michael Faraday nació en Newington Butts en 1791.William Jowett, misionero y autor del siglo XIX, nació 1787 en Newington, así como el visionario y artista Inglés Samuel Palmer en 1805.

## Geografía
Localidades cercanas
- Walworth
- Kennington
- Bermondsey
- Vauxhall

Estaciones de metro
- Borough
- Elephant & Castle
- Lambeth North
- London Bridge

Estaciones de metro
- London Bridge
- Elephant & Castle